# Montemayor de Pililla
Montemayor de Pililla (appelée Montemayor jusqu'au 2 juillet 1916) est une commune de la province de Valladolid dans la communauté autonome de Castille-et-León en Espagne.

## Sites et patrimoine
- Église Santa María Magdalena
- Chapelle del Humilladero
- Croix del Pico, croix de chemin en pierre.

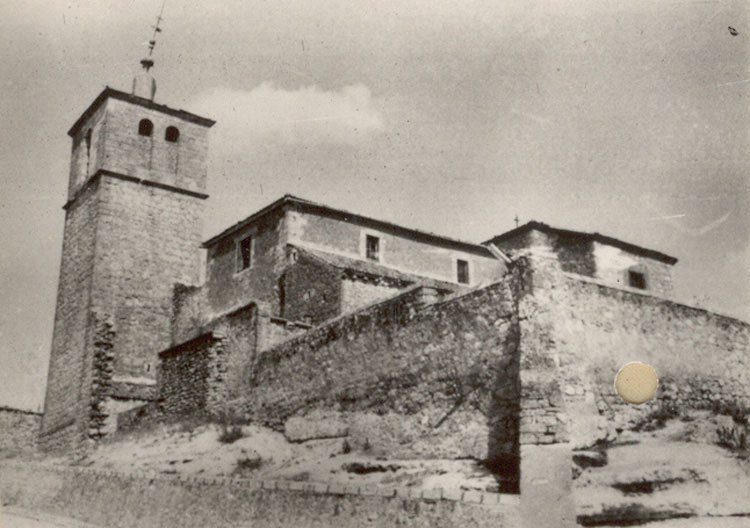
Église Santa María Magdalena. Fondation Joaquín Díaz.